# Franz Waldegg
Franz Waldegg (* 25. September 1888 in Wien; † 28. Dezember 1966 ebenda) war ein österreichischer Landschafts- und Marinemaler.

## Leben
Franz Waldegg wuchs in Wien auf. Er studierte von 1903 bis 1907 an der Akademie der bildenden Künste in Wien bei J. Hauer. Waldegg wurde Mitglied des Segantinibundes. Er zählte zu den bedeutendsten österreichischen Marinemalern seiner Zeit und schuf zahlreiche braun-rötliche Seestücke der dalmatinischen Küste.
Waldegg starb 1966 in Wien.